# Dream Evil
Это статья о шведской группе. Об альбоме группы Dio см. Dream Evil (альбом)
Dream Evil (с англ. — «Зло из снов») — пауэр-метал группа из Швеции, была основана в 1999 году музыкальным продюсером Фредриком Нурдстрёмом (Fredrik Nordström).

## История
У продюсера Фредрика Нурдстрёма было желание создать свою собственную группу в стиле пауэр-метал, но в течение долгого времени он не мог найти музыкантов с такими же музыкальными идеалами, как и у него. В 1999 году во время своего отпуска в Греции он встречает молодого гитариста Гаса Джи, игравшего в то время в группе Firewind. Позже, в этом же году, Гас Джи приезжает в Швецию по своим личным делам, а затем посещает Гётеборг, студию звукозаписи Фредман, где с Фредриком начинает работать над созданием новых песен.
В 1999 году Фредрик и Гас Джи приглашают в группу Никласа Исфельдта в качестве вокалиста. Будучи уже членом группы, Никлас помог найти басиста. Им стал Петер Стольфорс (Peter Stålfors).
Фредрик, Гас Джи, Никлас и Петер записывают демоальбом, включавший в себя три песни. Через некоторое время они понимают, что пришло время записывать полноценный альбом. И тут возникает вопрос о нехватке ещё одного члена группы — ударника.
Фредрик предлагает барабанщику Сноуи Шоу (King Diamond, Mercyful Fate и Notre Dame) стать временным членом группы и записать барабанные партии для первого альбома группы. Тот соглашается. В 2002 году выходит альбом Dragonslayer. Через некоторое время Сноуи становится полноценным членом группы Dream Evil.
После тура по Японии в 2002 году группа принимает решение записать новый альбом. Альбом Evilized был записан всего за три недели и был готов уже в ноябре 2002 года.
Следующий альбом The Book of Heavy Metal был записан в течение двух месяцев в 2004 году. Видеоклип к песне из альбома был снят в марте этого же года. В это время отношения между Гасом Джи и остальными членами группы становятся напряженными. Гас Джи решает покинуть Dream Evil.
Поиски нового гитариста не заняли много времени. Им становится Марк Блэк.
После очередного тура по Европе и Японии барабанщик группы Сноуи решает, что пришла пора заняться ему собственным проектом и покидает группу в январе 2006 года. На смену ему приходит новый барабанщик — Пэт Пауэр.
Новый альбом планировалось начать записывать в апреле 2006 года. В скором времени альбом был записан и стал называться United.
Летом 2007 года группу покидает Марк Блэк, посчитавший, что должен больше времени уделять своей семье. И после ряда прослушиваний группа находит нового гитариста — Дэни Демона (Daniel Varghamne).
В 2010 году вышел новый альбом группы — In The Night.
28 ноября 2013 года на официальной странице группы было сообщено, что Дэни Демон покинул группу по личным причинам, его место занял бывший участник группы - Марк Блэк.

## Состав группы
- Niklas Isfeldt — вокал.
- Markus Fristedt — лид-гитара.
- Fredrik Nordström — ритм-гитара.
- Peter Stålfors — бас.
- Pat Power — барабаны.

## История названия
Название для группы было выбрано сразу после записи, но до выпуска первого альбома Dragonslayer. Было множество вариантов для названия группы: Dragon Tail, Dragon Arm, Dragon Wings, Metal Spine и др. Название Dream Evil было выбрано, когда взгляд Фредрика пал на диск группы Dio под названием Dream Evil, лежавший в студии.

## Дискография

### Альбомы
- Dragonslayer — (2002)
- Evilized — (2003)
- The Book of Heavy Metal — (2004)
- United — (2006)
- Gold Medal in Metal (Alive & Archive) — (2008)[1]
- In the Night — (2010)[2]
- Six — (2017)
- Metal Gods -- (2024)

### EP
- The First Chapter — (EP, 2004)
- Children of the Night — (EP, 2003)

### Кавер-версии

#### В исполнении Dream Evil
- My Number One (Елена Папаризу) — альбом United, 2006.
- Let the Killing Begin (Arch Enemy) — альбом «Covering 20 Years of Extremes», 2008.

#### В исполнении других групп
| №  | Песня                       | Группа     | Альбом                        | Год  |
| -- | --------------------------- | ---------- | ----------------------------- | ---- |
| 1. | The Book of Heavy Metal     | Arch Enemy | Covering 20 Years of Extremes | 2008 |
| 2. | The Chosen Ones (Избранные) | Арктида    | На горизонте                  | 2008 |